# Louis Mahoney
Louis Felix Danner Mahoney (8 de setembro de 1938 – 28 de junho de 2020) foi um ator britânico nascido na Gâmbia, baseado em Hampstead, Londres. Ele era ativista antiracista e ativista de longa data pela igualdade racial dentro da profissão de ator.
Louis representou os membros afro-asiáticos no conselho da união de atores, o Equity, tornando-se vice-presidente do conselho entre 1994 e 1996.

## Carreira
Louis nasceu no país africano, Gâmbia em 1938. No final da década de 1950, ele foi para a Inglaterra para estudar como médico, mas abandonou suas ambições de uma carreira médica para se tornar um estudante de teatro nos anos 70.
Ele tinha sido visto com mais frequência na televisão em séries como: Danger Man, Dixon of Dock Green, Z-Cars, The Troubleshooters, Menace, Special Branch, Doctor Who (nas histórias Frontier in Space, Planet of Evil e Blink ), Quiller, Fawlty Towers (como Dr. Finn em The Germans, 1975), The Professionals (como Dr. Henry no episódio Klansmen, nunca transmitido na TV no Reino Unido), Miss Marple, Sim, Primeiro Ministro, Bergerac, The Bill, Casualty, Cidade de Holby e Sea of Souls.
Seus filmes incluem The Plague of the Zombies (1966), Omen III: The Final Conflict (1981), Rise and Fall of Idi Amin (1981), White Mischief (1987), Cry Freedom (1987), Shooting Fish (1997), Wondrous Oblivion (2003) e Shooting Dogs (2005).
Participou no documentário do Channel 4, Random (2011) e no drama da BBC Three, Being Human (2012) como Leo, um lobisomem envelhecido e moribundo.
Morreu em 28 de junho de 2020 com 81 anos, exaltado por sua importância no ativismo antirracismo, sendo um dos primeiros negros a trabalharem na Royal Shakespeare Company, companhia de teatro do Reino Unido.

## Trabalho de campanha
Foi um defensor de longa data da igualdade racial dentro da profissão de ator, como membro do Comitê Afro-Asiático de Equilidade (anteriormente chamado de Comitê de Atores Coloridos até que ele o renomeou), fundando Performers Against Racism para defender a política de Equilidade na África do Sul, e como co-criador, com Mike Phillips, do Black Theatre Workshop em 1976.

## Filmografia
| Ano  | Título                                | Personagem                            | Notas                                            |
| ---- | ------------------------------------- | ------------------------------------- | ------------------------------------------------ |
| 1964 | Guns at Batasi                        | Soldado                               | Não creditado                                    |
| 1965 | Curse of Simba                        | Especialista africano                 |                                                  |
| 1966 | The Plague of the Zombies             | Criado colorido                       |                                                  |
| 1967 | Prehistoric Women                     | Head Boy                              |                                                  |
| 1970 | Praise Marx and Pass the Ammunition   | Julius                                |                                                  |
| 1973 | Live and Let Die                      | Filé de padroeiro da alma (Nova York) | Não creditado                                    |
| 1973 | Doctor Who                            | Apresentador de Notícias              | Nos 2 episódios de "Frontier in Space" da série. |
| 1974 | Whatever Happened to the Likely Lads? | Frank                                 | No episódio "In Harm's Way" da série.            |
| 1975 | Doctor Who                            | Ponti                                 | Nos 2 episódios de "Planet of Evil" da série.    |
| 1975 | Fawlty Towers                         | Doutor Finn                           | No episódio "The Germans" da série.              |
| 1981 | Omen III: The Final Conflict          | Irmão Paulo                           |                                                  |
| 1981 | Rise and Fall of Idi Amin             | Lutador da liberdade Ofumbi           |                                                  |
| 1984 | Sheena                                | Elder 1                               |                                                  |
| 1987 | Cry Freedom                           | Funcionário do governo do Lesoto      |                                                  |
| 1987 | White Mischief                        | Abdullah                              |                                                  |
| 1997 | Shooting Fish                         | Magistrado                            |                                                  |
| 2003 | Wondrous Oblivion                     | Mr. Johnson                           |                                                  |
| 2005 | Shooting Dogs                         | Sibomana                              |                                                  |
| 2005 | Holby City                            | Raymond Opoku                         | Em um episódio da série.                         |
| 2007 | Doctor Who                            | Old Billy                             | No episódio "Blink" da série Doctor Who (2005).  |
| 2013 | Captain Phillips                      | Maersk Alabama Crew                   |                                                  |
| 2016 | Holby City                            | Thomas Law                            | Em um episódio da série.                         |
| 2018 | National Theatre Live: Allelujah!     | Neville                               |                                                  |
| 2018 | The Dumping Ground                    | Henry Lawrence                        |                                                  |